# Поліха Зіновій Семенович
Зіновій Семенович Поліха (2 квітня 1938, с. Поториця, нині Україна — 8 грудня 2015[джерело?]) — український лікар-стоматолог, статистик футболу. Батько Ігора Поліхи.

## Життєпис
Зіновій Семенович Поліха народився 2 квітня 1938 року в с. Поториці, нині Сокальського району Львівської області.
Закінчив Львівський медичний інститут (1966, нині університет). Від 1968 працював стоматологом у м. Збаражі. Від 1974 — лікар-масажист районної футбольної команди.

## Доробок
Автор 10 футбольних довідників, близько 500 програм на матчі, у тому числі за участю команди «Нива» (м. Тернопіль).
Уклав збірку анекдотів «Рикошет у дев'ятку» (Збараж, 1998).